# Камышино (Оренбургская область)
Камы́шино — село в Саракташском районе Оренбургской области. Входит в состав Новочеркасского сельсовета.

## География
Село находится на расстоянии примерно 18 км (по прямой) на юг-юго-запад от посёлка Саракташ, административного центра района.

## История
Село основано в 1930 году на территории Зиянчуринского района на левом берегу реки Елшанка. В 1963 году отделение было передано в состав совхоза «Красногорский».

## Население
| 2010 |
| ---- |
| 343  |

### Национальный состав
Согласно результатам переписи 2002 года, в национальной структуре населения казахи составляли 62 % из 386 чел.